# Antykoagulant toczniowy
Antykoagulant toczniowy, antykoagulant tocznia (ang. Lupus anticoagulant, LAC) – grupa przeciwciał antyfosfolipidowych, których działanie powoduje zaburzenia układu krzepnięcia  i poronienia.
Po raz pierwszy został wykryty w 1952 roku u pacjentów z toczniem rumieniowatym układowym.
Działanie antykoagulantu toczniowego wiąże się ze wzrostem ryzyka wystąpienia powikłań zakrzepowych, poprzez uszkodzenie śródbłonka naczyniowego przez złogi immunoglobulin, spadek produkcji prostacykliny, zmniejszenie fibrynolizy, wpływ na białko C, trombomodulinę, antytrombinę III.
Najważniejsza klasa autoprzeciwciał skierowana jest przeciw kompleksowi fosfolipidy-β2-glikoproteina I.
Kofaktorami LAC są: protrombina, białko C, białko S, kininogen lub czynnik X.
Oznaczanie antykoagulanta toczniowego jest czynnościowym badaniem układu krzepnięcia polegającym na wykrywaniu hamowania konwersji protrombiny w trombinę przez przeciwciała antyfosfolipidowe. Polega ono na wydłużeniu czasu częściowej tromboplastyny po aktywacji (aPTT). Wydłużeniu ulega także czas krzepnięcia w mieszaninie osocza badanego z osoczem osoby zdrowej.
Test LA1 – test przesiewowy, LA2 – potwierdzający.